# Pruna
Pruna ist eine Gemeinde und ein Dorf in der Provinz Sevilla in Spanien mit 2.509 Einwohnern (Stand: 2024). Sie liegt in der Comarca Sierra Sud in Andalusien.

## Geografie
Die Gemeinde befindet sich innerhalb der Sierra Sud. Sie grenzt an die Gemeinden Algámitas, Morón de la Frontera, Olvera (CA), La Puebla de Cazalla und Villanueva de San Juan. 

## Geschichte
Die ersten Ansiedlungen gehen auf eine Turduli-Siedlung zurück, die in der sogenannten "Burg", einen Kilometer vom heutigen Pruna entfernt, gefunden wurde. Auch die Phönizier und Griechen kamen in dieses Land und nannten die Siedlung Prunna, wovon sie ihren heutigen Namen ableitet.
In römischer Zeit wurde die Stadt in der ersten Phase der Eroberung der Halbinsel dem Römischen Reich einverleibt und wurde Teil der Provinz Hispania ulterior. In der Zeit von Al-Andalus war es ein Bauernhaus, was sich Landwirtschaft und Viehzucht widmete. Sie gehörte zum Königreich von Sevilla.
Die christliche Eroberung wurde von Alfonso X. durchgeführt, der sie an den Orden von Calatrava abtrat. Im Jahr 1457 wurde sie von Enrique IV. an Rodrigo de Rivera abgetreten, um sie gegen muslimische Angriffe zu verteidigen. Während dieser Jahre ging die Stadt abwechselnd in christliche und muslimische Hände über.
Im Jahr 1482 wurde Pruna an Rodrigo Ponce de León verkauft. Später ging es nacheinander an das Herzogtum Arcos im 16. Jahrhundert, als es den Status einer Villa erhielt, und im 18. Jahrhundert an das Herzogtum Osuna.

## Wirtschaft
Wirtschaftlich ist die Landwirtschaft von hoher Bedeutung.

## Sehenswürdigkeiten
- Castillo de Hierro
- Wallfahrtskapelle El Navazo
- Kirche San Antonio Abad